# قائمة الدول حسب الإنفاق العسكري للفرد
هذه قائمة الدول حسب الإنفاق العسكري للفرد، والمبلغ الذي أنفق من قبل الدولة على جيشها للفرد في سنة معينة. يتم تحديد مصدر هذه القائمة من معهد أبحاث السلام الدولي في ستوكهولم لعام 2015. ملاحظة: بحلول عام 2014 كان هناك تغيير كبير في الإنفاق العسكري السعودي للفرد الواحد، والوقوف على 80.8 مليار بالنسبة لعدد السكان من البعض 30.8 مليون، وبالتالي تجاوز نصيب الفرد إلى 2623 دولار أمريكي من الإنفاق من قبل المملكة العربية السعودية. كان الإنفاق العسكري في المملكة العربية السعودية أعلى «حتى الآن» كنسبة مئوية من الناتج المحلي الإجمالي وكذلك أعلى في نصيب الفرد من الإنفاق العسكري.

## نصيب الفرد من الإنفاق
| المرتبة | الدولة           | الكمية بدولار الأمريكي |
| ------- | ---------------- | ---------------------- |
| 1       | السعودية         | 6,909                  |
| 2       | سنغافورة         | 2,385                  |
| 3       | إسرائيل          | 1,882                  |
| 4       | الولايات المتحدة | 1,859                  |
| 5       | الكويت           | 1,289                  |
| 6       | النرويج          | 1,245                  |
| 7       | اليونان          | 1,230                  |
| 8       | المملكة المتحدة  | 1,066                  |
| 9       | فرنسا            | 977                    |
| 10      | البحرين          | 912                    |
| 11      | استراليا         | 893                    |
| 12      | بروناي           | 866                    |
| 13      | لوكسمبورغ        | 809                    |
| 14      | الدنمارك         | 804                    |
| 15      | هولندا           | 759                    |